# Kvarnsjöns naturreservat

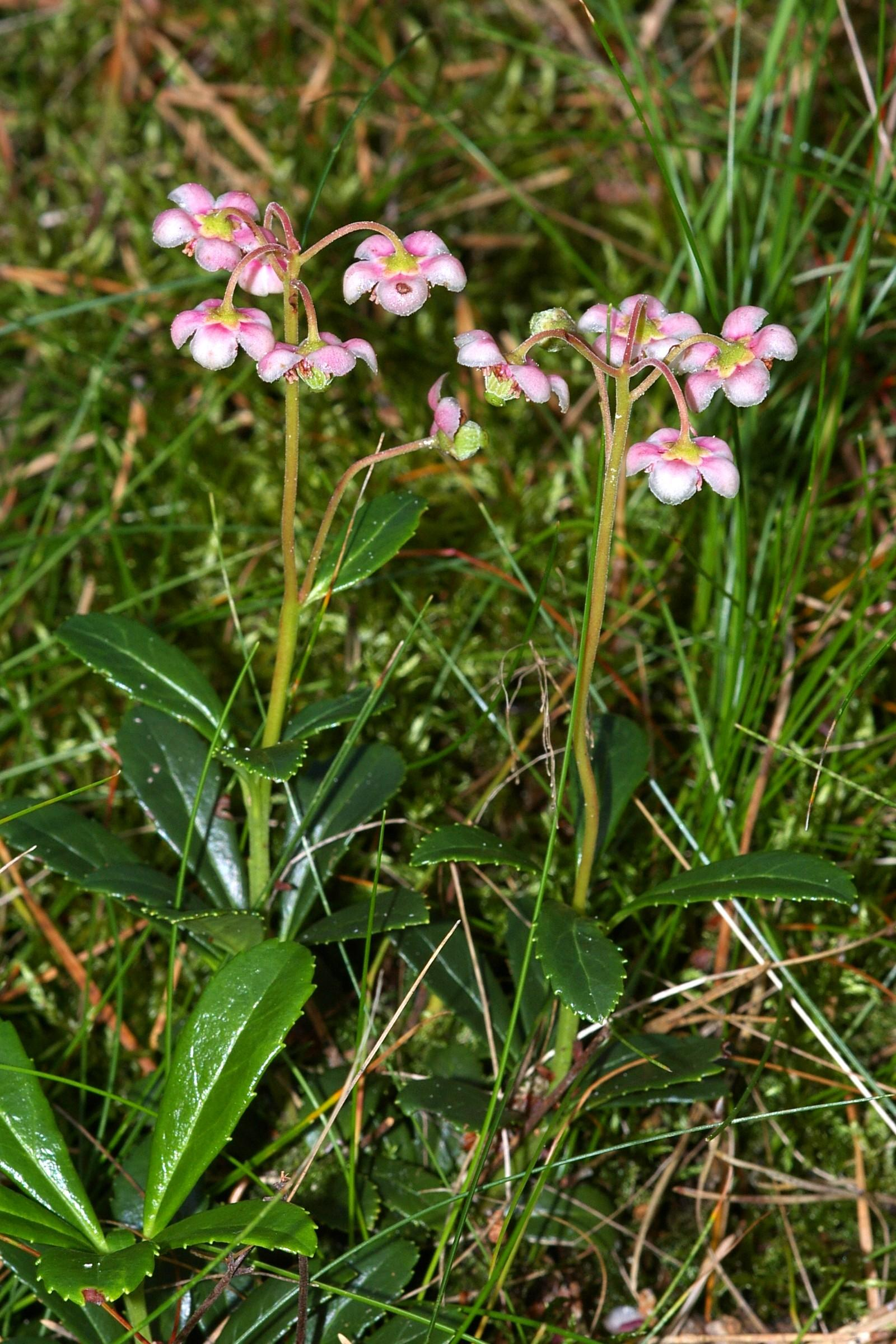
Ryl

Kvarnsjön är ett naturreservat i Alingsås socken i Alingsås kommun i Västra Götalands län.
Området är skyddat sedan år 2000 och omfattar 40 hektar. Det förvaltas av Alingsås kommun och ligger i direkt anslutning till bostadsområdena Kvarnberget och Enehagen i Alingsås stad.
Kring Kvarnsjön finns gammal skog. Där finns tallar som är 150 år gamla. Här finns även död ved som är bra för fågellivet. På marken dominerar lingon och blåbär men här växer även björkpyrola, klotpyrola och tallört.

## Bildgalleri

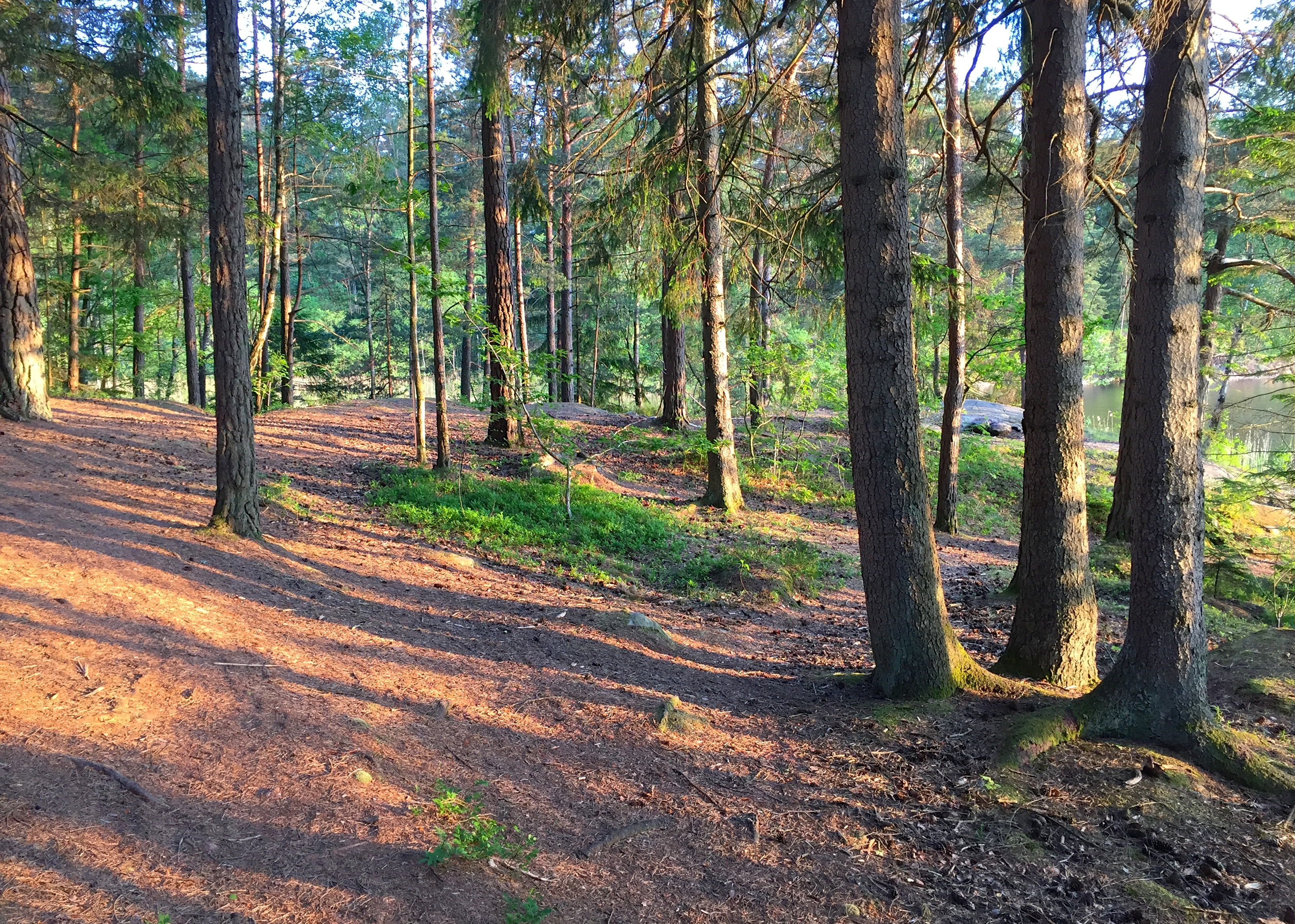
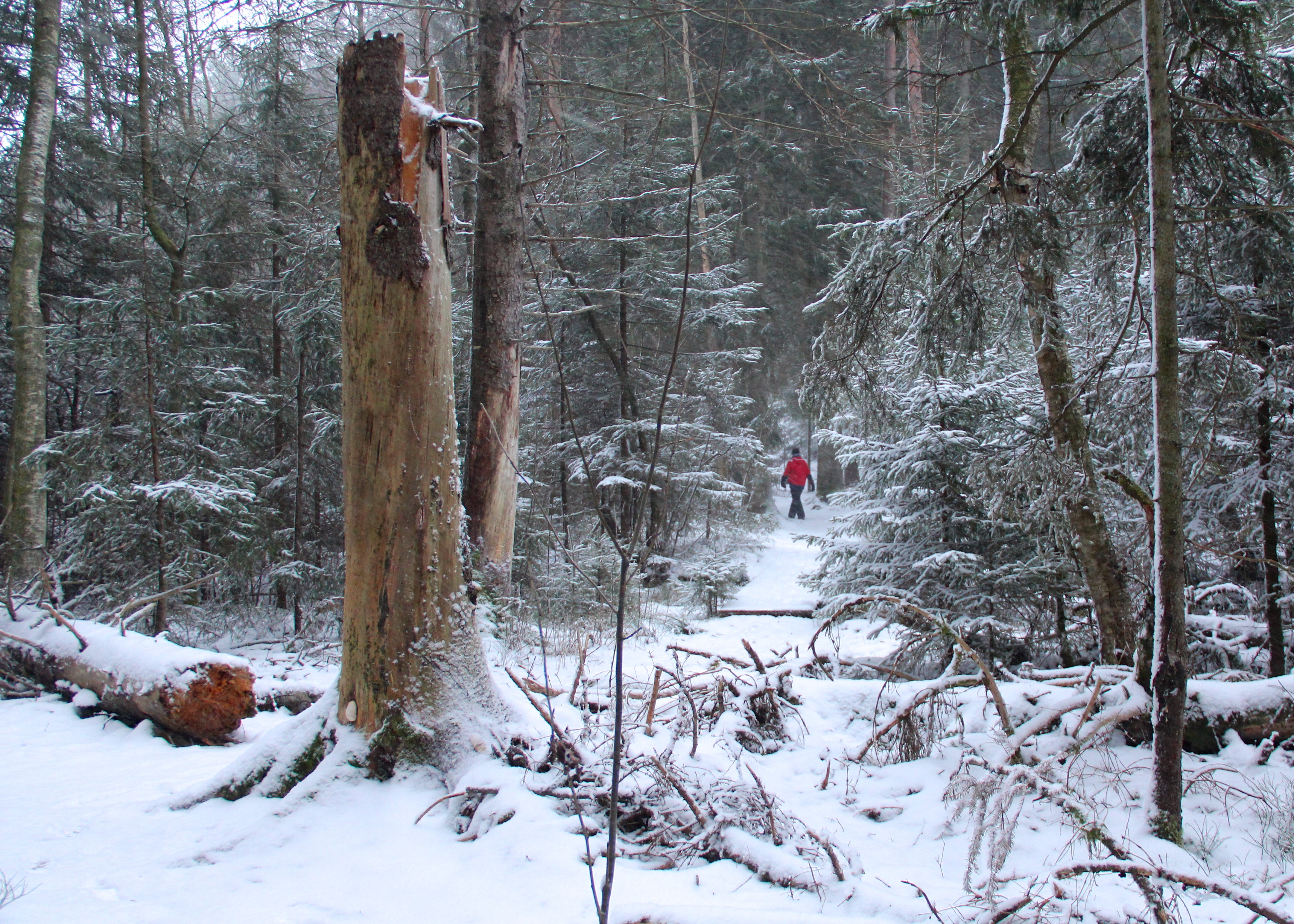